# Comuna de Czernice Borowe
Czernice Borowe (polaco: Gmina Czernice Borowe) é uma gminy (comuna) na Polónia, na voivodia de Mazóvia e no condado de Przasnyski. A sede do condado é a cidade de Czernice Borowe.
De acordo com os censos de 2004, a comuna tem 4082 habitantes, com uma densidade 33,9 hab/km².

## Área
Estende-se por uma área de 120,31 km², incluindo:
- área agricola: 87%
- área florestal: 8%

## Demografia
Dados de 30 de Junho 2004:
|                      | Total   | Total | Mulheres | Mulheres | Homens  | Homens |
| -------------------- | ------- | ----- | -------- | -------- | ------- | ------ |
|                      | pessoas | %     | pessoas  | %        | pessoas | %      |
| População            | 4082    | 100   | 1987     | 48,7     | 2095    | 51,3   |
| Densidade (pop./km²) | 33,9    | 100   | 16,5     | 16,5     | 17,4    | 17,4   |

De acordo com dados de 2002, o rendimento médio per capita ascendia a 1223,09 zł.

## Subdivisões
- Borkowo-Falenta, Chojnowo, Chrostowo, Czernice Borowe, Dzielin, Górki, Grójec, Jastrzębiec, Kadzielnia, Kosmowo, Miłoszewiec, Nowe Czernice, Obrębiec, Olszewiec, Pawłowo Kościelne, Pawłówko, Pierzchały, Rostkowo, Szczepanki, Turowo, Węgra, Załogi, Zberoż, Zembrzus.

## Comunas vizinhas
- Dzierzgowo, Grudusk, Krasne, Krzynowłoga Mała, Opinogóra Górna, Przasnysz, Regimin